# Raphael Azeredo
Raphael Azeredo, voluit José Raphael Lopes de Azeredo, is een Braziliaans diplomaat. Hij werkte op verschillende diplomatieke posten en is sinds 2021 ambassadeur in Suriname.

## Biografie
Azeredo werd in circa 1967/1968 geboren in Rio de Janeiro. Hij studeerde af in sociale wetenschappen aan de Universiteit van Brasilia.
Hij begon in 1991 met zijn diplomatieke loopbaan en werkte in de loop van de jaren in Buenos Aires (Argentinië), voor de Verenigde Naties en in Lissabon (Portugal). In 2019 klom hij op in de diplomatieke rang ministro-conselheiro ("ministerraadsheer") op de ambassade van Ottawa (Canada).
In september 2020 kreeg hij een ruime meerderheid van de senaat achter zich voor zijn benoeming tot ambassadeur in Suriname. Suriname is voor Brazilië van belang als strategisch partner, en is daarnaast het gastland voor 15.000 tot 30.000 Braziliaanse gastarbeiders in de goudmijnbouw. Hij begon rond maart 2021 in zijn nieuwe functie in Suriname. Hij bleef drie jaar aan tot zijn afscheid op 3 september 2024.